# Transport kombinowany
Transport kombinowany – transport ładunków wykorzystujący więcej niż jedną gałąź transportu. Regułą jest wykorzystanie tylko jednej jednostki ładunkowej na całej trasie przewozu oraz wykorzystanie transportu kolejowego, żeglugi śródlądowej bądź morskiej na głównej trasie przejazdu. Trasy dowozowe i odwozowe do głównego środka transportu wykonywane są za pomocą transportu samochodowego.
Ustawa o transporcie drogowym ustawa z dnia 6 września 2001 r. o transporcie drogowym rozdział 1, art. 4 precyzyjnie zdefiniowała transport kombinowany jako przewóz rzeczy, podczas którego samochód ciężarowy, przyczepa, naczepa z jednostką ciągnącą lub bez jednostki ciągnącej, nadwozie wymienne lub kontener 20-stopowy lub większy korzysta z drogi w początkowym lub końcowym odcinku przewozu, a na innym odcinku z usługi kolei, żeglugi śródlądowej lub transportu morskiego, przy czym odcinek morski przekracza 100 km w linii prostej; odcinek przewozu początkowego lub końcowego oznacza przewóz:
a) pomiędzy punktem, gdzie rzeczy są załadowane, i najbliższą odpowiednią kolejową stacją załadunkową dla odcinka początkowego oraz pomiędzy najbliższą odpowiednią kolejową stacją wyładunkową a punktem, gdzie rzeczy są wyładowane, dla końcowego odcinka lub
b) wewnątrz promienia nieprzekraczającego 150 km w linii prostej ze śródlądowego lub morskiego portu załadunku lub wyładunku;
Transport multimodalny to przewóz towarów przez co najmniej dwie różne gałęzie transportu, transport intermodalny to zawężenie transportu multimodalnego: w transporcie intermodalnym towar nie zmienia jednostki ładunkowej lub pojazdu, w którym jest przewożony. Transport kombinowany jest więc formą transportu intermodalnego (zawierającego się w multimodalnym), gdzie wyróżnia go fakt, że główna część przewozu jest realizowana między terminalami przez transport kolejowy lub żeglugę śródlądową, lub żeglugę morską bliskiego zasięgu, a dowozy i odwozy są wykonywane przez transport drogowy i to na ściśle określonych odległościach. Warto tu wspomnieć, że przewozy kombinowane wykonane przez kolej i transport drogowy noszą nazwę piggyback transport.

## Podział transportu drogowego
W zależności od ilości oraz rodzaju operatorów transport kombinowany można podzielić na:
- tradycyjny transport kombinowany wykonywany przez wielu operatorów
- transport bimodalny wykonywany przez pojedynczego operatora
- transport intermodalny wykonywany przez pojedynczego operatora transportu intermodalnego
- transport multimodalny wykonywany przez pojedynczego operatora transportu multimodalnego